# Julius von Boehn
Julius Heinrich von Boehn (né le 20 décembre 1820 à Klein Silkow, arrondissement de Stolp et mort le 11 novembre 1893 à Berlin) est un lieutenant général prussien.

## Biographie

### Origine
Julius est membre de la famille noble de Poméranie von Boehn. Ses parents sont Ferdinand von Boehn (1786-1863 à Berlin), sous-lieutenant dans le 24e régiment d'infanterie (de) « von Zenge (de) » et maître de Groß- et Klein Silkow, et son épouse Philippine, née von Eckard (1789-1871). Le général d'infanterie Oktavio von Boehn est son frère cadet.

### Carrière militaire

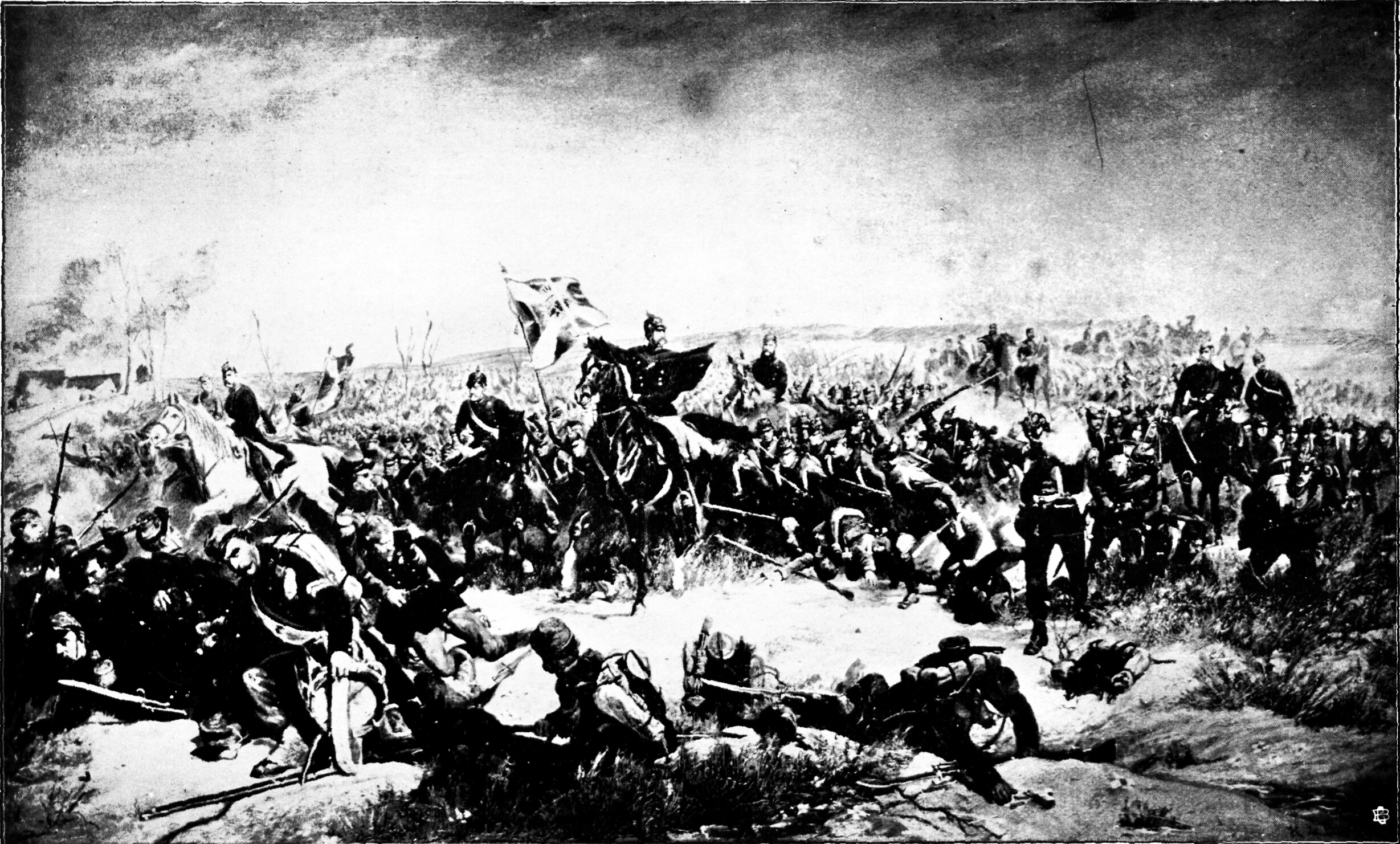
Bataillon de fusiliers à la bataille de Loigny

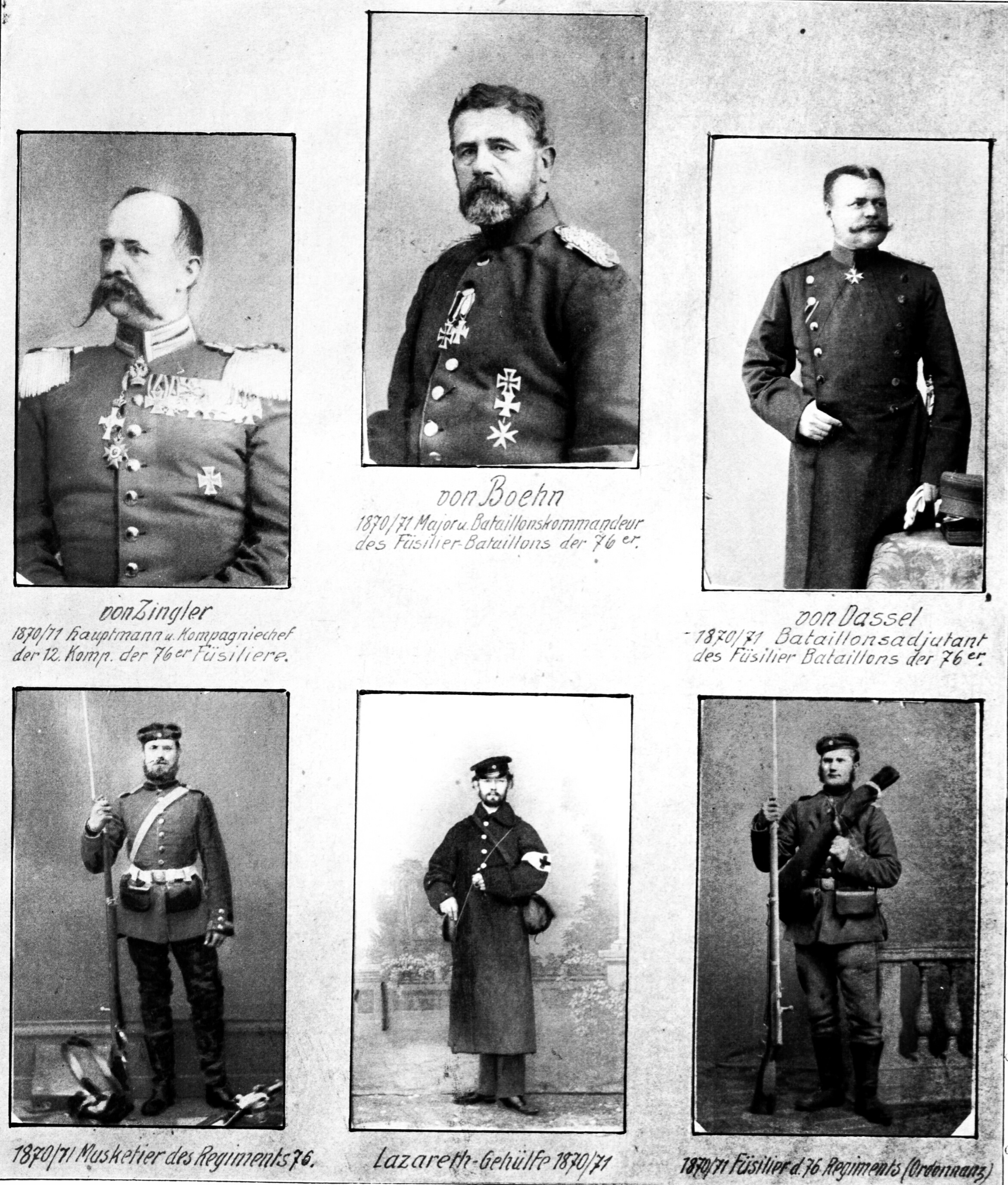
Membres du bataillon de fusiliers du 76e régiment d'infanterie, au-dessus du commandant de bataillon von Boehn (1870/1871)

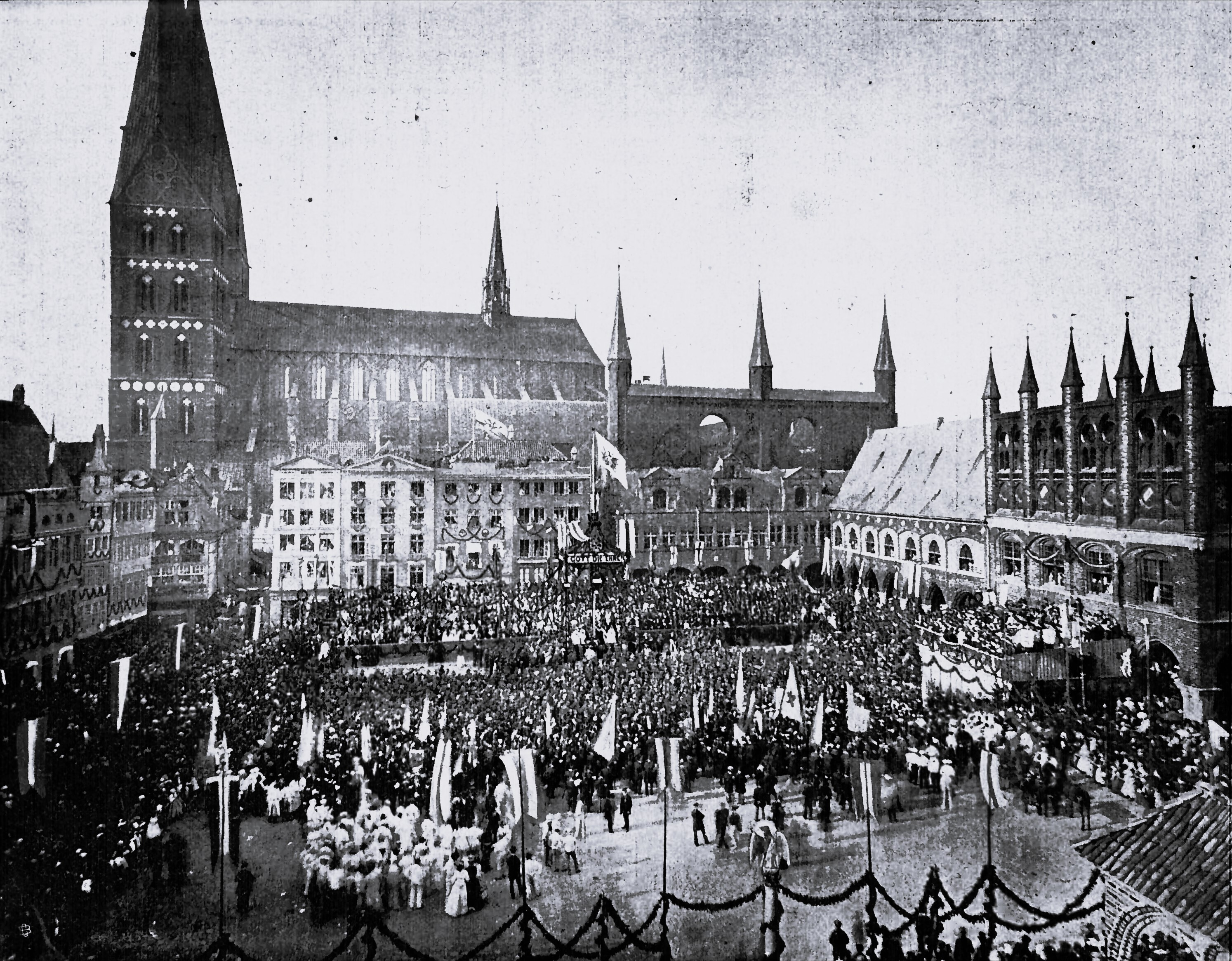
Entrée du bataillon victorieux le 18 juin 1871

Après avoir été éduqué dans la maison de ses parents et grâce à des cours particuliers, Boehn s'engage le 5 mai 1838 comme mousquetaire dans le bataillon de fusiliers de Colberg du 21e régiment d'infanterie (de) où il est nommé enseigne porte-pee le 8 septembre 1838 et promu sous-lieutenant le 25 février 1841. En tant que tel, il est affecté du 1er octobre 1844 au 30 septembre 1850 au 2e bataillon combiné de réserve, du 31 mai au 5 juillet 1850 comme commandant de compagnie au 9e régiment de Landwehr et à partir du 27 mars 1851 en tant que commandant de compagnie du 2e bataillon du 21e régiment de Landwehr à Stolp. Promu premier lieutenant le 22 juin 1852, il reste à ce poste jusqu'au 30 mars 1855. Il est nommé chef de la 6e compagnie au même endroit le 1er octobre 1857. Boehn est promu capitaine le 9 février 1858. À ce titre, il est nommé commandant de compagnie du 21e régiment d'infanterie combiné le 1er mai 1860. Le régiment combiné, qui se réunit pour la première fois le 5 mai, a été formé par l'AKO du même jour à partir de trois bataillons du 21e régiment de Landwehr. Boehn devient chef de la 6e compagnie à Stolp le 1er juillet 1860. Le 4 juillet 1860, le 21e régiment d'infanterie combiné devient le 61e régiment d'infanterie. Du 22 mai au 10 septembre 1866, il commande le 2e bataillon du 21e régiment de la Landwehr. Pendant ce temps, il est promu major le 7 juin 1866.

À Bromberg, le 30 octobre 1866, le 76e régiment d'infanterie est formé, entre autres à partir de trois compagnies chacune des 21e et 61e régiments d'infanterie. Les bataillons de mousquetaires sont en garnison à Hanovre et les fusiliers en garnison à Hamelin. Boehn est nommé commandant du 1er bataillon. Le 1er octobre 1867, les bataillons de Hanovre sont transférés à Hambourg, celui de Hamelin à Lübeck et forme le 7 novembre 1867 le 76e régiment d'infanterie. Boehn est nommé commandant des fusiliers à Lübeck le 23 octobre 1868,
Dans la guerre franco-prussienne, il participe aux sièges de Metz, Toul et Paris, aux batailles d' Orléans, Loigny et Beaune-la-Rolande, ainsi qu'aux batailles de Dreux, La Madeleine, Bouvet, Bellême, Partie Meung et Fréteval.
Lieutenant colonel depuis le 26 juillet 1870, Boehn dirige le régiment du 3 décembre 1870 au 4 janvier 1871. Du 19 janvier 1871 jusqu'à la démobilisation, il est à nouveau chef du régiment. Avec le bataillon de Lübeck, il entre sur le marché (de) de la ville libre et hanséatique de Lübeck le 18 juin 1871. Le lendemain, il est nommé responsable du régiment.
Tout en restant à son poste, Boehn est nommé à la suite au régiment le 19 octobre 1871 et en nomme le commandant à Hambourg le 4 novembre. Il est promu colonel le 18 janvier 1872. Le 19 novembre 1876, il est chargé de diriger la 34e brigade d'infanterie (de) mecklembourgeoise à Schwerin et finalement nommé commandant de la brigade le 13 mars 1877. À ce titre, il est promu major général le 22 mars 1877. Boehn reçoit le 13 mai 1879 l'ordre de l'Aigle Rouge de 2e classe avec feuilles de chêne et avec pension. Il reçoit le grade de lieutenant général le 29 mai 1888.
Julius von Boehn passe ses dernières années à Berlin, où il est enterré au Cimetière des Invalides après sa mort le 15 novembre 1893.

### Famille
Boehn se marie avec Josepha Cords (1830-1883) à Bromberg le 30 mars 1849. Le mariage donne naissance à quatre enfants. Max (1850-1921) accède au grade de colonel général prussien, Hans (1853-1931) devient général de cavalerie et sert comme commandant de Berlin pendant la Première Guerre mondiale, ainsi que ses filles Anna (1855-1859) et Josépha (1869-1871).

## Récompenses
- Croix de fer
  - 2e classe le 8 novembre 1870
  - 1re classe le 31 décembre 1870
- Ordre de l'Aigle rouge de 3e classe le 17 janvier 1875
- Croix de Commandeur de l'Ordre de la Maison Mecklembourg de la Couronne de Wende en avril 1875
- Chevalier légal de l'Ordre de Saint-Jean le 24 juin 1878